# Benjamin Limo
Benjamin Kipkoech Limo (Chepkongony, 23 agosto 1974) è un ex mezzofondista e maratoneta keniota, campione mondiale dei 5000 metri piani ad Göteborg 1995.

## Biografia
Inizia la sua carriera a livello internazionale partecipando ai Mondiali di corsa campestre del 1998 a Marrakech, Marocco, concludendo al 4º posto nella corsa breve.
L'anno successivo ottiene la sua prima medaglia importante con l'argento nei 5000 metri ai Mondiali di Siviglia, giungendo a meno di un secondo dal vincitore, il marocchino Salah Hissou.
Nel 2002 Limo vince l'argento anche ai Giochi del Commonwealth ed ai Campionati africani. Nel 2005 conquista finalmente una medaglia d'oro, sempre nei 5000 metri, precedendo l'etiope Sileshi Sihine ai Mondiali di Helsinki. Vince poi il bronzo nella stessa specialità ai Giochi del Commonwealth 2006.
Nel 2008 ha debuttato alla maratona di Amsterdam, giungendo 12º.

## Palmarès
| Anno | Manifestazione          | Sede       | Evento       | Risultato | Prestazione | Note |
| ---- | ----------------------- | ---------- | ------------ | --------- | ----------- | ---- |
| 1998 | Mondiali di cross       | Marrakech  | Corsa breve  | 4º        | 10'59"      |      |
| 1998 | Mondiali di cross       | Marrakech  | A squadre    | Oro       | 10 p.       |      |
| 1999 | Mondiali di cross       | Belfast    | Corsa breve  | Oro       | 12'28"      |      |
| 1999 | Mondiali                | Siviglia   | 5000 m piani | Argento   | 12'58"72    |      |
| 2001 | Mondiali di cross       | Ostenda    | Corsa breve  | Bronzo    | 12'43"      |      |
| 2002 | Giochi del Commonwealth | Manchester | 5000 m piani | Argento   | 13'13"57    |      |
| 2002 | Campionati africani     | Tunisi     | 5000 m piani | Argento   | 13'32"10    |      |
| 2003 | Mondiali di cross       | Losanna    | Corsa breve  | Bronzo    | 11'06"      |      |
| 2003 | Giochi panafricani      | Abuja      | 5000 m piani | 7º        | 13'41"68    |      |
| 2005 | Mondiali                | Helsinki   | 5000 m piani | Oro       | 13'32"55    |      |
| 2006 | Mondiali di cross       | Fukuoka    | Corsa breve  | 4º        | 11'00"      |      |
| 2006 | Giochi del Commonwealth | Melbourne  | 5000 m piani | Bronzo    | 13'05"30    |      |
| 2007 | Mondiali                | Osaka      | 5000 m piani | 15º       | 14'01"25    |      |

## Altre competizioni internazionali
1998
- Argento alla Sao Silvestre da Cidade do Porto ( Porto) - 28'43"
- Bronzo ai Kenyan Crosscountry Championships ( Nairobi) - 12'06"

1999
- Oro alla Grand Prix Final ( Monaco di Baviera), 3000 m piani - 7'36"32
- Oro al Cross Internacional de la Constitución ( Alcobendas) - 30'27"
- Argento al Cross Internacional Zornotza ( Amorebieta) - 33'53"
- 4º al Cross Internacional Valle de Llodio ( Llodio) - 28'33"
- 5º alla Noche de San Anton ( Jaén), 8,3 km - 24'25"

2000
- 11º al Nairobi Crosscountry ( Nairobi) - 12'10"

2001
- 4º alla Grand Prix Final ( Melbourne), 3000 m piani - 7'54"46
- Oro alla Corrida de Houilles ( Houilles) - 28'38"
- Argento al British Gas Great North Crosscountry ( Newcastle upon Tyne) - 27'21"

2002
- 6º alla Grand Prix Final ( Parigi), 3000 m piani - 8'34"85
- 4º alla Crescent City Classic ( New Orleans) - 28'15"
- Argento al Cross Internacional Zornotza ( Amorebieta) - 31'51"
- Argento alla Azalea Trail Run ( Mobile) - 28'00"
- 4º alla Cooper River Bridge Run ( Charleston)- 28'26"

2003
- 6º alla World Athletics Final ( Monaco), 3000 m piani - 7'44"25
- Oro al Cross Internacional de Soria ( Soria) - 27'45"
- 4º al Cross Internacional Valle de Llodio ( Llodio) - 28'31"
- 6º alla Azalea Trail Run ( Mobile) - 29'04"
- Bronzo alla Cooper River Bridge Run ( Charleston)- 28'27"

2005
- 4º alla World Athletics Final ( Monaco), 3000 m piani - 7'40"22

2007
- Argento all'Hanžeković Memorial ( Zagabria), 3000 m piani - 7'50"34

2008
- 12º alla Maratona di Amsterdam ( Amsterdam) - 2h12'46"

2009
- 6º alla Maratona di Los Angeles ( Los Angeles) - 2h14'38"
- Bronzo alla Philadelphia Distance Run ( Filadelfia) - 1h02'01"